# Plínio Pacheco

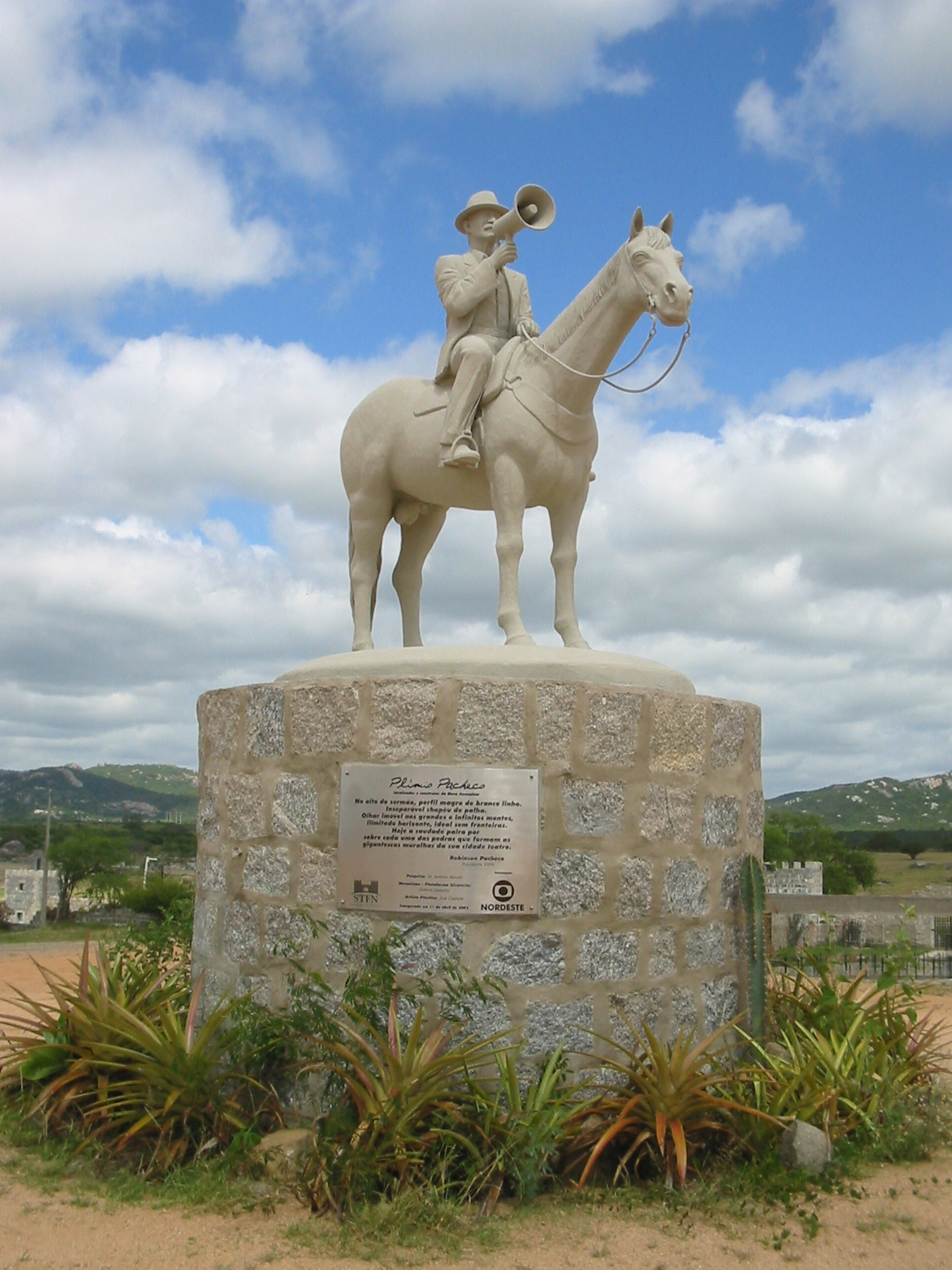
Estátua em pedra e concreto retratando Plínio Pacheco dirigindo uma cena da peça A Paixão de Cristo, no teatro ao ar livre em Nova Jerusalém, Pernambuco

Plínio Pacheco (Santa Maria, 30 de outubro de 1926 — Brejo da Madre de Deus, 22 de agosto de 2002) foi um jornalista e diretor teatral brasileiro.
Casado com a atriz Diva Mendonça, filha do criador do espetáculo da Paixão de Cristo em Fazenda Nova Epaminondas Mendonça, Plínio Pacheco idealizou e construiu o teatro a céu aberto chamado Nova Jerusalém, maior teatro ao ar livre do mundo localizado em Brejo da Madre de Deus, no estado brasileiro de Pernambuco.

## Biografia
Gaúcho de Santa Maria, Plínio Pacheco tinha formação em comunicação pela Força Aérea Brasileira (FAB), mas gostava de dizer que era jornalista. Chegou à Fazenda Nova em 1956, a convite do então diretor e ator Luiz Mendonça, que na época, interpretava o papel de Jesus no espetáculo da Paixão de Cristo. A peça era representada nas ruas da pequena vila, distrito do município de Brejo da Madre de Deus, com a participação de camponeses, de pequenos comerciantes locais e também de alguns atores e técnicos que atuavam nos teatros de Recife.
Plínio conheceu Diva Mendonça, filha mais nova de Epaminondas Mendonça, criador do espetáculo nas ruas da vila. Plínio e Diva casaram-se, e com o tempo, foram se envolvendo cada vez mais com a produção e coordenação da encenação da Paixão de Cristo.
Em 1962, Plínio Pacheco teve uma ideia. Na verdade, um grande sonho, um sonho de pedra. Plínio vislumbrou a construção de uma réplica de Jerusalém em pleno coração do agreste pernambucano. O lugar, assim como a antiga Judeia, possuía muitas rochas, vegetação rasteira, clima semi-árido e o espaço de terra escolhido para se levantar a cidade-teatro era emoldurado por montanhas.
Em 1963, os cenários começaram a ser erguidos num espaço de 100 mil metros quadrados, equivalente a 1/3 da área murada da Jerusalém da época de Jesus. Plínio Pacheco não só idealizou e construiu a obra em pedra e concreto, mas, também, uma obra literária.
Em 1967, escreveu o texto da peça teatral “Jesus” que seria encenado pela primeira vez em 1968 em Nova Jerusalém já com seus palácios e muralhas iniciados. 45 anos depois, a cidade-teatro, que a cada ano ganha novas intervenções para melhorar as condições de encenação do espetáculo e o conforto do público, já recebeu mais de 2,5 milhões de pessoas, vindas dos quatro cantos da terra para assistir ao mega-espetáculo da Paixão de Cristo.